# مقاطعة ميناب
 مقاطعة میناب  (بالفارسية: شهرستان میناب) هي إحدى مقاطعات في
محافظة هرمزغان في جنوب إيران. مركز مقاطعة میناب هو مدينة ميناب.

## التقسيمات الادارية لمقاطعة ميناب
على أساس التقسيمات الإدارية الحديثة تنقسم مقاطعة ميناب إلى 4 بلدات كبيرة كالتالي :
- البلدة المركزية.[2]

وتشمل 5 قرى كبيرة كالتالي:
- -  دهستان گوریند 
  -  دهستان حومه 
  -  دهستان پندزرک 
  -  دهستان تباب 
  -  دهستان کریان
- بلدة توکهور .

وتشمل قريتين كبيرتين كالتالي:
- -  دهستان توکهور 
  -  دهستان چراغ آباد

المدن: هشت بندي
- بلدة بیابان .

وتشمل 3 قرى كبيرة كالتالي:
- -  دهستان بمانی 
  -  دهستان بیابان 
  -  دهستان سیریک
- بلدة سندرک .

وتشمل 3 قرى كبيرة كالتالي:
- -  دهستان در پهن 
  -  دهستان سندرک 
  -  دهستان بندر

المدن: سندرك

## وصلات خارجية
- التقسيمات الادارية لمحافظة هرمزغان